# ماري شيلدون بارنز
ماري شيلدون بارنز (بالإنجليزية: Mary Sheldon Barnes)‏ هي مربية ومؤرخة أمريكية، ولدت في 15 سبتمبر 1850 في أوسويغو في الولايات المتحدة، وتوفيت في 27 أغسطس 1898 في لندن في المملكة المتحدة بسبب أمراض القلب.